# Sertularella peculiaris
Sertularella peculiaris is een hydroïdpoliep uit de familie Sertulariidae. De poliep komt uit het geslacht Sertularella. Sertularella peculiaris werd in 1974 voor het eerst wetenschappelijk beschreven door Leloup. 